# Gallinas
Les Gallinas sont une ethnie et un ancien royaume indépendant du Liberia.

## Histoire
Le roi Siaka est roi des Gallinas en 1840 lorsque Joseph Denman le contacte au sujet du sort de Fry Norman, une femme noire britannique qui, selon lui, a été saisie par le fils de Siaka, le prince Manna. Alors qu'il négocie la libération de deux Britanniques, Denman négocie également un traité abolissant la traite négrière sur le territoire des Gallinas, libérant 841 esclaves. En même temps, il détruit les barracoon (en)s (grands dépôts d'esclaves) sur les rives du fleuve. L'Amirauté a d'abord loué ses actions et l'a promu capitaine en août 1841, et il quitte le Wanderer le 23 août. Cependant, les esclavagistes espagnols le poursuivent personnellement en dommages et intérêts. En 1842, l'Amirauté a interdit la politique de l'escadron anti-esclavagiste consistant à bloquer les rivières et à détruire des biens.
De nombreuses factoreries de traite négrière se sitaint chez les Gallinas qui participaient aux razzias. En 1849, le commodore Dunlop qui commande L'Alert détruit une importante factorerie et libère ainsi 1 200 esclaves. Il capture les traitants européens et les mènent en Sierra-Leone pour qu'ils soient jugés.
Au milieu de 1850, Sigismund Koelle passe quelques semaines dans le district des Gallinas à Vailand et, de novembre 1850 à mars 1851, il travaille à nouveau dans le district de Cape Mount.
Momulu Massaquoi (en), futur roi des Vaïs, est né dans le royaume des Gallinas le 6 décembre 1869.
En 1868 et 1869, le gouvernement libérien attaque les chefferies des Gbenmah et des Gallinas.
En 1882, le roi et les chefs des Gallinas cèdent une partie de leur territoire côtier au gouvernement britannique,.